# Lil Yachty

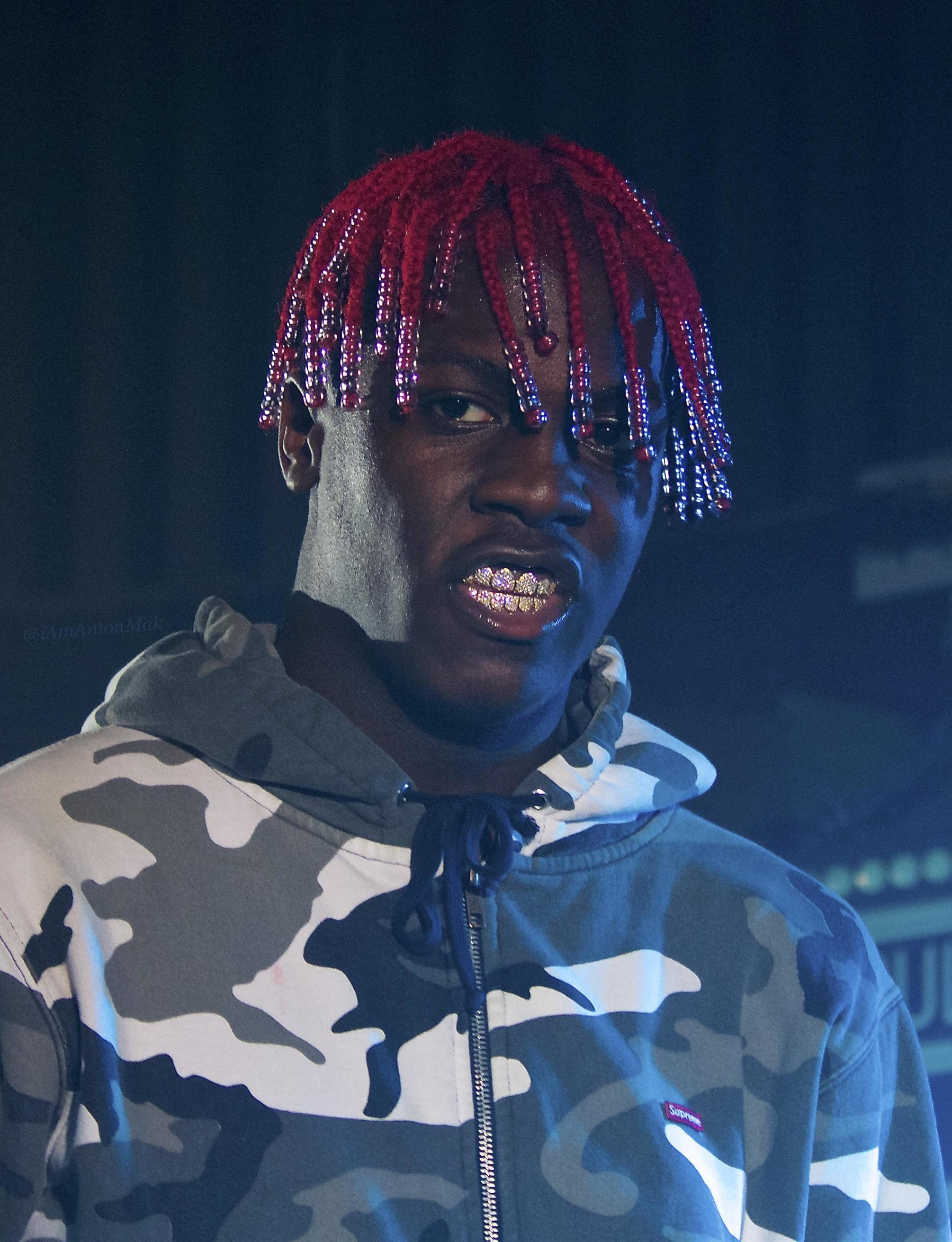
Lil Yachty (2016)

Lil Yachty (bürgerlich: Maurice Miles Parks-McCollum; * 23. August 1997 in Mableton, Cobb County, Georgia) ist ein US-amerikanischer Rapper.

## Biographie
McCollum trat erstmals in Erscheinung durch seine Singles One Night und Minnesota von seiner Debüt-EP Summer Songs. 2016 folgten Plattenverträge mit Quality Control Music, Capitol Records und Motown Records. International bekannt wurde Lil Yachty durch seine Zusammenarbeit mit D.R.A.M. mit dem Hit Broccoli. Später stieg seine Solo-Single One Night in den Billboard Charts ein.

### Teenage Emotions
2016 kündigte McCollum an, dass er im Dezember sein Debütalbum veröffentlichen möchte. Durch Komplikationen musste sich Teenage Emotions verschieben. Am 20. April 2017 wurde bekanntgegeben, dass das Album am 26. Mai offiziell erscheint. Gleichzeitig wurde das Cover, welches von Kenneth Cappello gestaltet wurde, sowie die Track-List veröffentlicht. Auf Twitter schrieb er: "To my true fans, there is no more confusion. My album drops May 26. This is the cover and the tracklist. Embrace The Youth. 5.26.17" (übersetzt: "An meine treuen Fans, es gibt keine Verwirrung mehr. Mein Album erscheint am 26. Mai. Das ist das Cover und die Track-Liste. Umarme die Jugend. 26.05.2017.")
Insgesamt sind 21 Songs auf dem Album und beinhalten Gastauftritte von Migos, YG, Kamaiyah, Stefflon Don, Diplo, Evander Griim, Grace und Sonyae Elise.

### Lil Boat 2
Am 20. Februar 2018 gab McCollum bekannt, dass sein zweites Studioalbum Lil Boat 2 am 9. März erscheint. Zuvor wurden Snippets zum Album veröffentlicht.

## Diskografie
StudioalbenLil Yachty/Diskografie

## Belege
1. ↑  https://www.backspin.de/lil-yachty-birthday-mix/
2. ↑  Lil Yachty enthüllt Artwork und Tracklist von „Teenage Emotions“ · Boutblank.com. Ehemals im Original (nicht mehr online verfügbar); abgerufen am 8. Juni 2017. (Seite nicht mehr abrufbar. Suche in Webarchiven)
3. ↑  TEENEMOTIONS OUT NOW: To my true fans, there is no more confusion. My album drops May 26. This is the cover and the tracklist. Embrace The Youth. 5.26.17 pic.twitter.com/hcxg8WYfKh. In: @lilyachty. 20. April 2017, abgerufen am 8. Juni 2017.
4. ↑  Salvatore Maicki: Lil Yachty announces “Lil Boat 2” release date. In: thefader.com. 20. Februar 2018, abgerufen am 9. März 2024 (englisch).

| Personendaten    | Personendaten                                      |
| ---------------- | -------------------------------------------------- |
| NAME             | Lil Yachty                                         |
| ALTERNATIVNAMEN  | McCollum, Miles Parks (wirklicher Name)            |
| KURZBESCHREIBUNG | US-amerikanischer Rapper                           |
| GEBURTSDATUM     | 23. August 1997                                    |
| GEBURTSORT       | Mableton, Cobb County, Georgia, Vereinigte Staaten |